# استئصال قسطري
جذ قثطاري أو جذ القلب بالقسطرة أو استئصال قسطري أو استئصال بالقسطرة (بالإنجليزية: Catheter ablation)‏هو عملية استئصال لعلاج اضرابات نظم ضربات القلب التي تتغير وتختلف عن نظم ضربات القلب الطبيعية ز فقد يتعطل مركز نظم القلب الموضعي في الليف الكهربائي مما يسبب الاضظرابات في الدائرة الكهربائية المسؤولة عن تنظيم ضربات القلب .

## الغرض من العملية
تستخدم هذه العملية في علاج الرجفان الأذيني ,اضطرابات نظم القلب , الرفرفة الأذنية ,اضطرابات نظم القلب فوق البطيني ,متلازمة وولف -باركنسون -وايت .

## الإجراء
تجري هذه العملية من خلال التخدير الموضعي أو الكلي . ويتم ادخال القثطرة وقد تكون عدد قثاطر في الأربية أو عن طريق وريد في اليد أو في العنق من خلال الوريد أو الشريان .حتى يصل إلى عددة أماكن من القلب , وذلك بساعدة الأشعة السينية واجهزة تسجيل وكاميرا .
وتتم عملية التعطيل الموضعي في كثير من الاحيان بواسطة القثطار ,حيث يتم ادخاله عبر الأربية حتى يصل إلى القلب عن طريق الأوعية الدموية. ويكون هذا الإجراء ملائم للعديد من المرضى الذين يعانون من تسرع القلب البطيني أو من رجفان أذني بعد ان يستنفذ العلاج الدوائي ولا تكون هناك استجابة له.
هذا الإجراء يتم للحالات العادية من المرضى ولكن الذين يعانون من الرجفان الأذيني السريع فتتم معالجتهم بأسلوب الجذ أو الإستئصال لكي يتم فصل جهاز التوصيل في منطقتي العقدة الأذنية والبطنية، بحيث يصبح رد الفعل البطيني بطيئا.بالرغم من ان الرجفان الأذيني يكون سريع في الأغلب. هذا الإجراء يكون بزع ناظمة اصطناعية لدقات القلب .(Artificial pacemaker) بسبب أن البطنين يكونان منفصلين عن مصدر نظمهما.

## الكشف عن الاضطراب
عند وصول القثطرة إلى مصدر الاضطراب يتم كشفه بتحريك القثطرة داخل القلب حيث يتم تسجيل النشاط الكهربائي داخله ويتم لذع مصدر اططرابات احياناً لعلاج الاضطراب . ويمتد هذا الإجراء لمدة ساعة إلى اربع ساعات احياناً.
نسبة نداح هذا الإجراء عالية وقد تصل إلى نسبة 90 % ومضاعفاتها قليلة قد تصل إلى 1%.

## وصلات إضافية
- The Arrhythmia Alliance UK
- The Heart Rhythm Society